# Suurijärvi (sjö i Finland, Norra Savolax)
Suurijärvi är en sjö i Finland. Den ligger i kommunen Varkaus i landskapet Norra Savolax, i den sydöstra delen av landet, 300 km nordost om huvudstaden Helsingfors. Suurijärvi ligger 103,6 meter över havet. I omgivningarna runt Suurijärvi växer i huvudsak blandskog. Den är 20,92 meter djup. Arean är 1,54 kvadratkilometer och strandlinjen är 13,93 kilometer lång. Sjön  ingår i Vuoksens huvudavrinningsområde. 